# Bettingen BS
| BS ist das Kürzel für den Kanton Basel-Stadt in der Schweiz. Es wird verwendet, um Verwechslungen mit anderen Einträgen des Namens Bettingen zu vermeiden. |

Bettingen (schweizerdeutsch Bettige ˈbɛtːiɡə) ist eine Einwohnergemeinde und neben Riehen die einzige Landgemeinde des Schweizer Kantons Basel-Stadt.
Bettingens Nachbargemeinden sind das basel-städtische Riehen sowie die baden-württembergischen Orte Grenzach-Wyhlen und Inzlingen.

## Geschichte

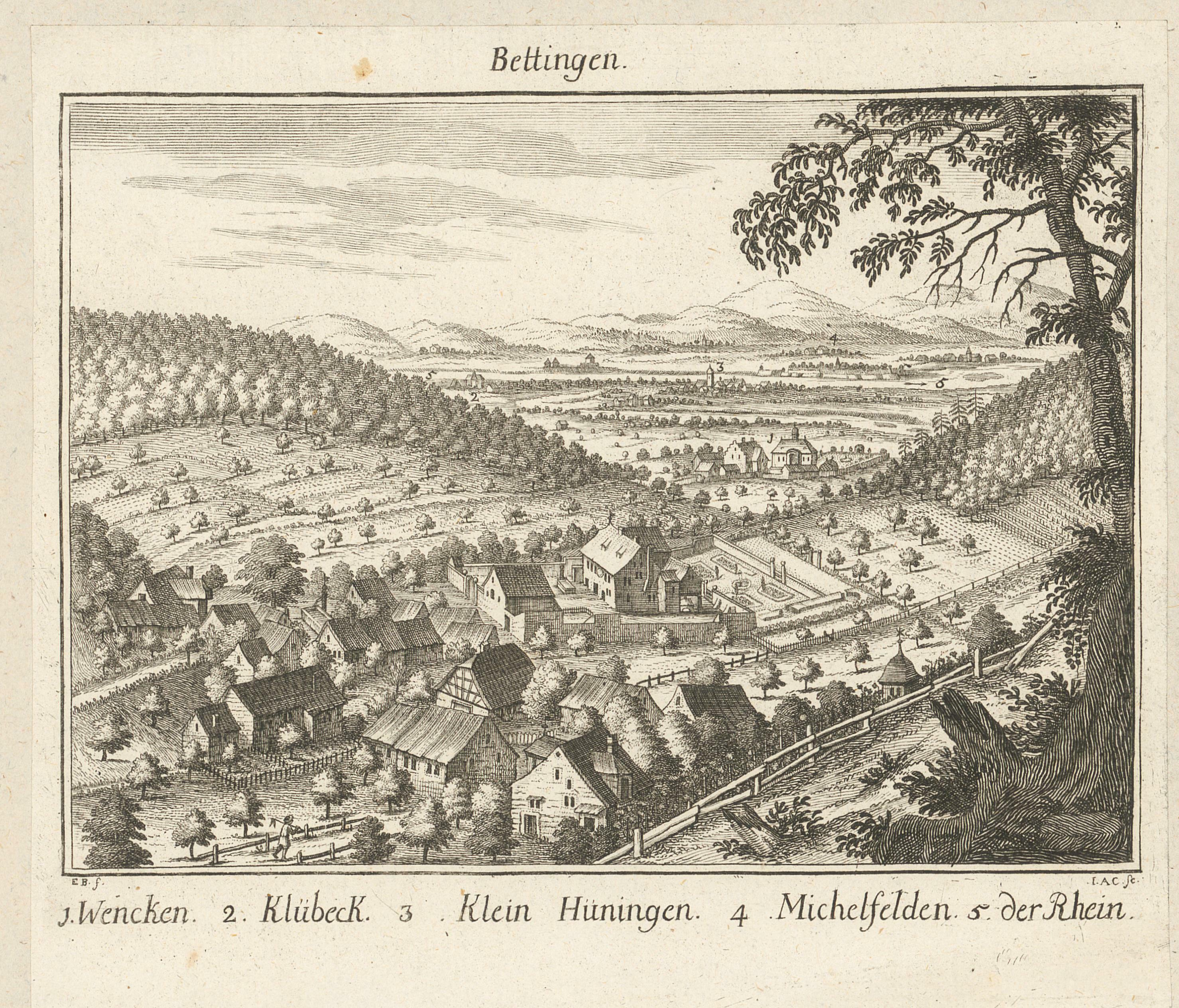
Das Dorf auf einer Radierung von Emanuel Büchel aus dem Jahr 1753

Am 2. März 1513 kaufte die Stadt Basel das Dorf Betticken von den Gebrüdern Christoffel und Hanns Truchsässen von Wolhusen. Der Kaufpreis betrug 800 Gulden. Dieser Kaufakt ist letztendlich der Grund, warum Bettingen heute zur Eidgenossenschaft gehört. Bettingen bildete ein eigenes Amt, das 1627 mit dem Amt Riehen vereinigt wurde.
Bei der Kantonstrennung von 1833 wurde Bettingen zusammen mit den übrigen rechtsrheinischen Gemeinden Riehen und Kleinhüningen dem Kanton Basel-Stadt zugeschlagen.
Im Jahr 1840 liess sich auf St. Chrischona eine pietistisch geprägte «Pilgermission» nieder.
Im Jahr 1894 lancierte der Basler Ingenieur Wilhelm Hetzel die Idee einer Bahnlinie auf die St. Chrischona, die aber trotz 1897 erteilter Baubewilligung nicht realisiert wurde.

### Wappen
Der rote Trinkbecher im Bettinger Wappen geht auf das Wappen der Ritter Truchsessen von Wolhusen zurück. Sie waren die letzten Lehensherren des Bischofs von Basel vor dem Verkauf des Dorfes. Wann der Farbwechsel – das luzernische Rittergeschlecht führte einen silbernen Becher auf rotem Grund im Wappen – vollzogen wurde, ist nicht bekannt.

## Bevölkerung
| Bevölkerungsentwicklung |      |      |      |      |      |      |      |      |      |      |      |      |      |      |      |      |
| Jahr                    | 1774 | 1815 | 1850 | 1900 | 1920 | 1941 | 1950 | 1960 | 1970 | 1980 | 1990 | 2000 | 2008 | 2010 | 2015 | 2023 |
| Einwohner               | 193  | 233  | 279  | 490  | 505  | 441  | 553  | 765  | 1062 | 1161 | 1069 | 1151 | 1175 | 1165 | 1205 | 1294 |

Ende 2008 waren fast ein Viertel der Einwohner (24,3 %) Ausländer.
Die Religionszugehörigkeit hat sich in den letzten 30 Jahren erheblich verändert. Ende 2008 verteilte sich die Religionszugehörigkeit der Bevölkerung wie folgt (in Klammern die Zahlen von 1980):
| keine Religion      | 39,1 % | (16,2) |
| protestantisch      | 35,9 % | (67,3) |
| römisch-katholisch  | 15,9 % | (15,2) |
| andere Bekenntnisse | 9,1 %  | (1,3)  |

## Gemeinde

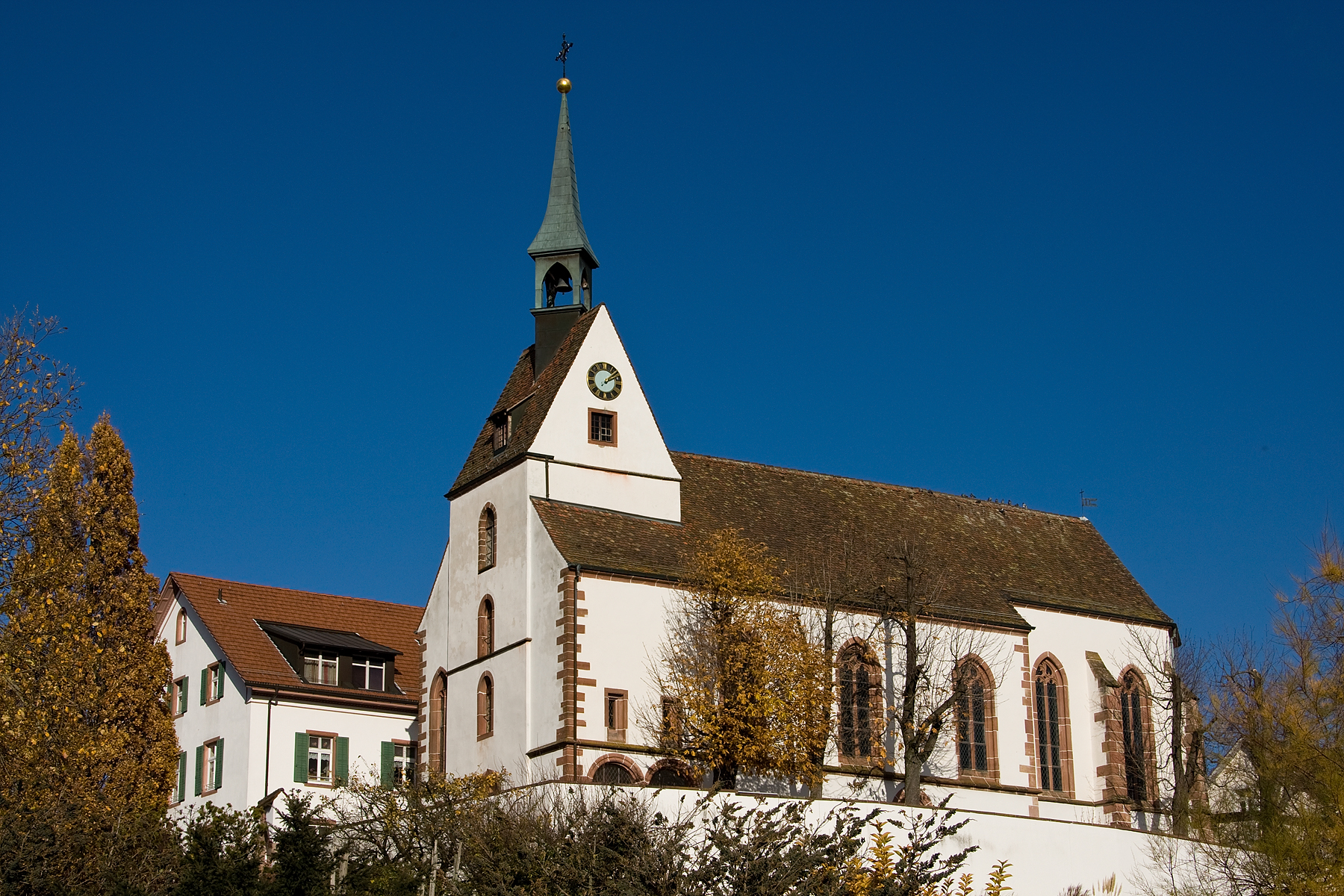
Kirche St. Chrischona, Bettingen

Die Gemeinde besteht aus zwei verschiedenen Siedlungen: Zum einen aus dem eigentlichen Dorf Bettingen, einer ehemaligen alemannischen Hofsiedlung, was an der typischen Namensendung ‚‑ingen‘ deutlich wird. Das Dorf liegt in einer Mulde zwischen den umliegenden Höhen. Anderseits gibt es die beachtliche Häusergruppe auf der Chrischonahöhe rund um die ehemalige Wallfahrtskirche. Diese Siedlung geht auf die Gründung der Pilgermission im Jahre 1840 durch Christian Friedrich Spittler zurück. Dort befindet sich seit dieser Zeit das Theologische Seminar St. Chrischona.
Bereits 1356 wurde erstmals ein Gotteshaus auf der St. Chrischona erwähnt, das an der Stelle gebaut worden sein soll, wo der Legende nach der Leichnam der heiligen Chrischona begraben ist. 1925 wurde die Siedlung um das Diakonissen-Mutterhaus und ein Pflegeheim erweitert; südlich davon befindet sich die durch die Bürgergemeinde Basel zwischen 1963 und 1965 erbaute Chrischona-Klinik.
Der markanteste Punkt von Bettingen ist der auf der St. Chrischona stehende Fernsehturm der Swisscom, der 1984 in Betrieb ging. Er ist mit 250 m das höchste frei stehende Bauwerk der Schweiz.
Durch die Buslinien 32 und 42 der Basler Verkehrs-Betriebe sind Bettingen und St. Chrischona mit dem Nahverkehrsliniennetz des Tarifverbundes Nordwestschweiz verbunden.

## Politik
Bei den Nationalratswahlen 2023 betrugen die Wähleranteile in Bettingen: FDP 21,4 %, SVP 18,6 %, LPS 14,7 %, SP 13,9 %, EVP 7,6 %, Mitte 6,8 %, glp 6,5 %, Grüne 6,4 %, EDU 1,4 %.

## Sehenswürdigkeiten

Historisches Luftbild von Werner Friedli von 1953

## Persönlichkeiten
- Christian Friedrich Spittler (1782–1867), Gründer der Pilgermission St. Chrischona
- Carl Heinrich Rappard (1837–1909), Inspektor der Pilgermission St. Chrischona
- Dora Rappard-Gobat (1842–1923), evangelische Kirchenlieddichterin, Hausmutter der Pilgermission St. Chrischona
- Markus Hauser (1849–1900), Schweizer Prediger und Seelsorger
- Julius Ammann (1882–1962), Schweizer Lehrer und Mundartschriftsteller, Hausvater der Anstalt für schwachbegabte Taubstumme in Bettingen, Gemeindeschreiber
- Gustav Wenk (1884–1956), Schweizer Politiker
- Erich Schick (1897–1966), evangelischer Theologe und Professor für Ethik
- Eduard Buess (1913–2003), evangelischer Geistlicher und Hochschullehrer an der Universität Basel
- Klaus Bockmühl  (1931–1989), evangelischer Theologe und Professor für Systematische Theologie